# ドイツ公共放送連盟
ドイツ公共放送連盟（ドイツこうきょうほうそうれんめい、ドイツ語: Arbeitsgemeinschaft der öffentlich-rechtlichen Rundfunkanstalten der Bundesrepublik Deutschland、略称：ARD アー・エル・デー）は、ドイツの連邦州レベルの9つの公共放送が共同で制作する全国版の放送番組である。

## 概要
ARDの番組は、ドイツ国内にある9つの州の公共放送局（後述）が共同して制作したもので、テレビ・ラジオ放送の全国ネットで放送されている。その中でもテレビ放送の一つはかつて"Erstes Deutsches Fernsehen"（第1ドイツテレビ）という名称で呼ばれていたが、現在は"Das Erste"（第一）の名称が使われている。
ドイツでは、ナチス時代に世論操作にメディアを利用した反省から、第二次大戦後、連邦政府は放送に介入してはならないこととなっており、放送行政は各州の所管となっている。
ARDは、もう一つの全国版の公共放送局であるZDF（ツェット・デー・エフ、第2ドイツテレビ）とともに受信料制度を採用しており、徴収された6割がARDに、残りの4割がZDFに分配される。2005年度からの年間受信料は204.36ユーロと、約5%値上げとなる。ARDとZDFは制作費の高騰などを理由に12%以上の引き上げを申請したが、一部の州の反対に遭って抑えられた。
なおCM（広告放送）も行っているが、1日に20分以内でかつ、午後8時までと厳しい規制がかけられており、総収入の数%にとどまっている。

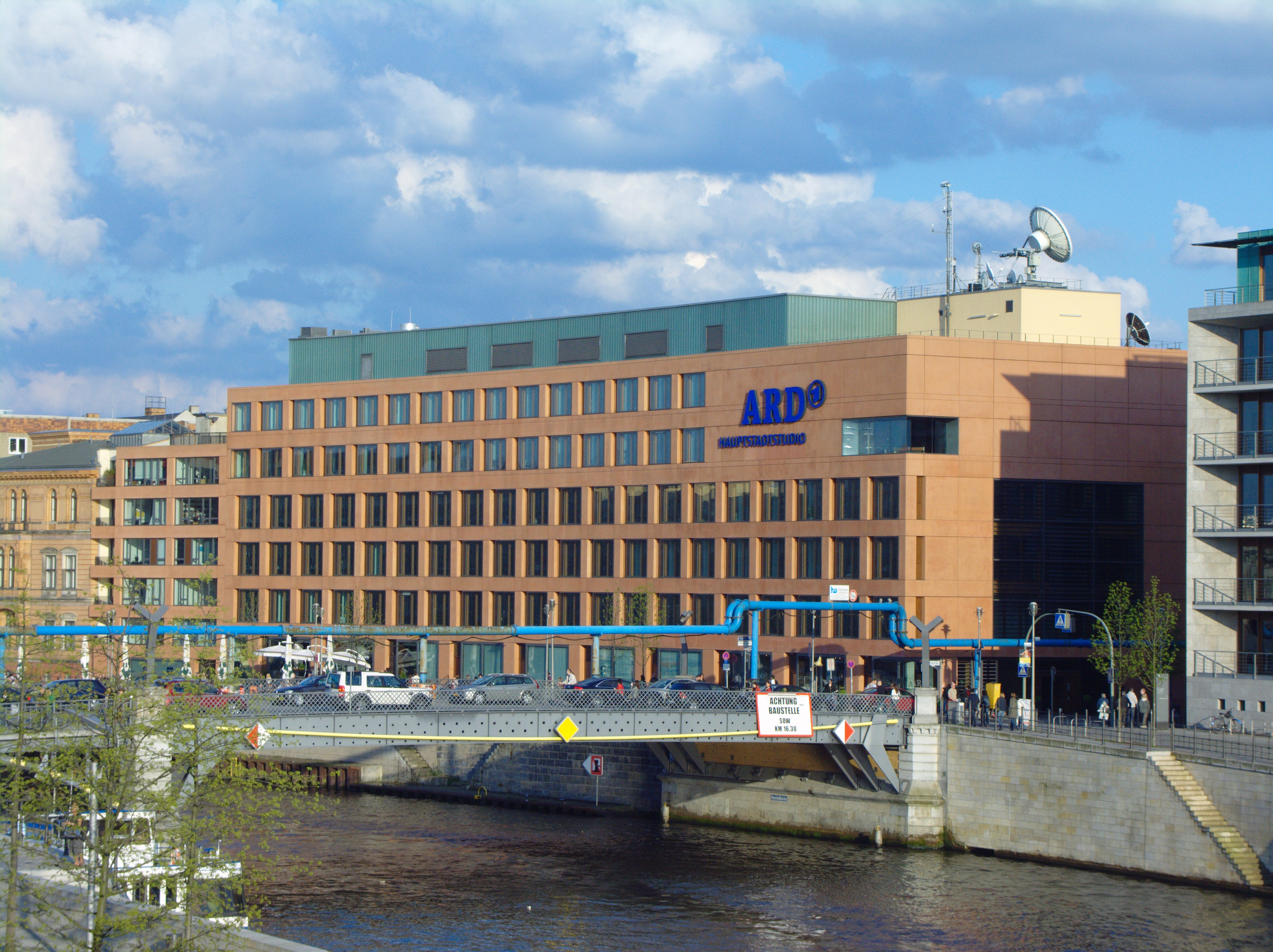
ARD首都スタジオ

ARDを構成する9つの州放送局は、正社員として23,000人を雇用し、11のテレビチャンネル、55のラジオチャンネルを持っているほか、バイエルン放送交響楽団、北ドイツ放送エルプフィルハーモニー交響楽団といった専属の16の放送オーケストラや8つの合唱団などを抱え、音楽面でも重要な役割を果たしている。9機関の総予算は年間約63億ユーロである。ARD系列各局は、世界の約30か国へ約100人の特派員を派遣しており、ローマはバイエルン放送、東京は北ドイツ放送、カイロは南西ドイツ放送、モスクワは西部ドイツ放送といった具合に各州放送局が分担して国外のネットワークを構成している。また、ARDを構成する各局共同で首都ベルリンに「ARD首都スタジオ(ARD-Hauptstadtstudio)」を保有している。
日本では、NHK BS1で毎週月曜日から土曜日に放送される「ワールドニュース」で、ZDFのニュース番組「heute」（ホイテ：毎夜7時放送）が何らかの事情で放送できない場合や、ニュースの速報性が重視される場合、代わりにARDのニュース番組「tagesschau」（ターゲスシャウ）を日本語通訳付きで放送している。

## ARDを構成する各州の放送局

各放送局の放送エリア

- バイエルン放送（BR, Bayerischer Rundfunk）バイエルン州：本部ミュンヘン
- ヘッセン放送（HR, Hessischer Rundfunk）ヘッセン州：本部フランクフルト
- 中部ドイツ放送（MDR, Mitteldeutscher Rundfunk）ザクセン＝アンハルト州、テューリンゲン州、ザクセン州：本部ライプツィヒ
- 北ドイツ放送（NDR, Norddeutscher Rundfunk）ニーダーザクセン州、シュレースヴィヒ＝ホルシュタイン州、メクレンブルク＝フォアポンメルン州、ハンブルク都市州：本部ハンブルク
- ラジオ・ブレーメン（ドイツ語版）（RB, Radio Bremen）ブレーメン都市州：本部ブレーメン
- ベルリン＝ブランデンブルク放送（RBB, Rundfunk Berlin-Brandenburg）ベルリン都市州、ブランデンブルク州：本部ベルリン、ポツダム
- ザールラント放送（ドイツ語版）（SR, Saarländischer Rundfunk）ザールラント州：本部ザールブリュッケン
- 南西ドイツ放送（SWR, Südwestrundfunk）ラインラント＝プファルツ州、バーデン＝ヴュルテンベルク州：マインツ、バーデンバーデン、シュトゥットガルトの3都市に本部を置く。
- 西部ドイツ放送（WDR, Westdeutscher Rundfunk）ノルトライン＝ヴェストファーレン州：本部ケルン

各州放送局は、ARD（Das Erste）、ZDFとは別に第三の地方向け公共テレビチャンネルなども運営している。
RBBはドイツの統一に伴うドイツテレビジョン放送（DFF、旧ドイツ民主共和国（東ドイツ）の国営テレビ局）およびDDRラジオ放送局（同国営ラジオ局）が解散後、旧西ベルリン、後にベルリン州を本拠地としていた「自由ベルリン放送」（SFB）とブランデンブルク州を本拠地としていた「ブランデンブルク・東部ドイツ放送」（ORB）の2社が2003年に合併して誕生した局である。また中部ドイツ放送も、DFFの解散後に新たに設立された地方公共放送会社である。

## 主要な番組
- ターゲスシャウ（北ドイツ放送制作）
- Harald Schmidt（ドイツ語版）（社会派コメディー）
- Die Sendung mit der Maus（西部ドイツ放送制作）
- 僕らのザントメンヒェン（ドイツ語版）（ベルリン＝ブランデンブルク放送制作、元は東ドイツ国営テレビ制作）